# 水野忠韶
水野 忠韶（みずの ただてる、宝暦11年11月2日（1761年11月27日） - 文政11年5月26日（1828年7月7日））は、安房北条藩の第3代藩主、のち上総鶴牧藩の初代藩主。忠位系水野家4代。
北条藩第2代藩主・水野忠見の長男。正室は大岡忠喜の娘、継室は溝口直養の娘。子は娘（水野忠篤正室）。官位は従五位下、壱岐守。
忠見は兄・忠寛の遺児である忠廉を養嗣子にしていたが、忠廉は早世したため、安永4年（1775年）の忠見の死去により、忠韶が跡を継ぐこととなった。安永8年（1779年）12月に叙任する。
天明4年（1784年）3月に大番頭となり、天明7年（1787年）3月に奏者番となる。文化5年（1808年）11月には若年寄となった。文政10年（1827年）8月19日、上総鶴牧に移封となる。
文政11年（1828年）5月26日（5月27日とも）に死去した。はじめ娘婿の忠篤を養嗣子としていたが早世したため、代わって養嗣子とした忠実が跡を継いだ。

## 系譜
父母
- 水野忠見（父）

正室、継室
- 大岡忠喜の娘（正室）
- 鶴姫、八重姫 - 溝口直養の娘（継室）

子女
- 水野忠篤正室

養子
- 水野忠篤 - 毛利治親の五男
- 水野忠実 - 酒井忠徳の次男